# Bourbach-le-Haut
Pour les articles homonymes, voir Bourbach.
Bourbach-le-Haut (prononcé [buʁbak lə o]  ; en alémanique Oberburbach) est une commune française située dans l'aire d'attraction de Mulhouse et faisant partie de la collectivité européenne d'Alsace (circonscription administrative du Haut-Rhin), en région Grand Est.
Cette commune se trouve dans la région historique et culturelle d'Alsace.

## Géographie

### Localisation
Située dans un cirque naturel où seul le sud s'ouvre vers la plaine, Bourbach-le-Haut fait partie du parc naturel régional des Ballons des Vosges, dont elle est une des 188 communes. De nombreux petits vallons et ruisseaux divisent la commune pour se jeter dans le Bourbach. La truite s'y plait parait-il beaucoup.
Bien que la grauwacke vosgienne soit la roche la plus courante de la commune, le porphyre vert antique de Bourbach-le-Haut, dont est fait le tombeau de Napoléon Ier aux Invalides, est sans doute la roche la plus remarquable du massif volcanique du Rossberg ; il provient vraisemblablement d'une chambre magmatique dégagée lors de l'explosion du sommet du volcan.
Par la route Joffre, Masevaux se trouve à 5 km et Thann à 14 km.
Le territoire communal repose sur le bassin houiller stéphanien sous-vosgien.
| Wegscheid            |                  | Bitschwiller-lès-Thann |
|                      | Bourbach-le-Haut |                        |
| Masevaux-Niederbruck |                  | Rammersmatt            |

### Hydrographie

#### Réseau hydrographique
La commune est dans le bassin versant du Rhin au sein du bassin Rhin-Meuse. Elle est drainée par le Bourbach,.

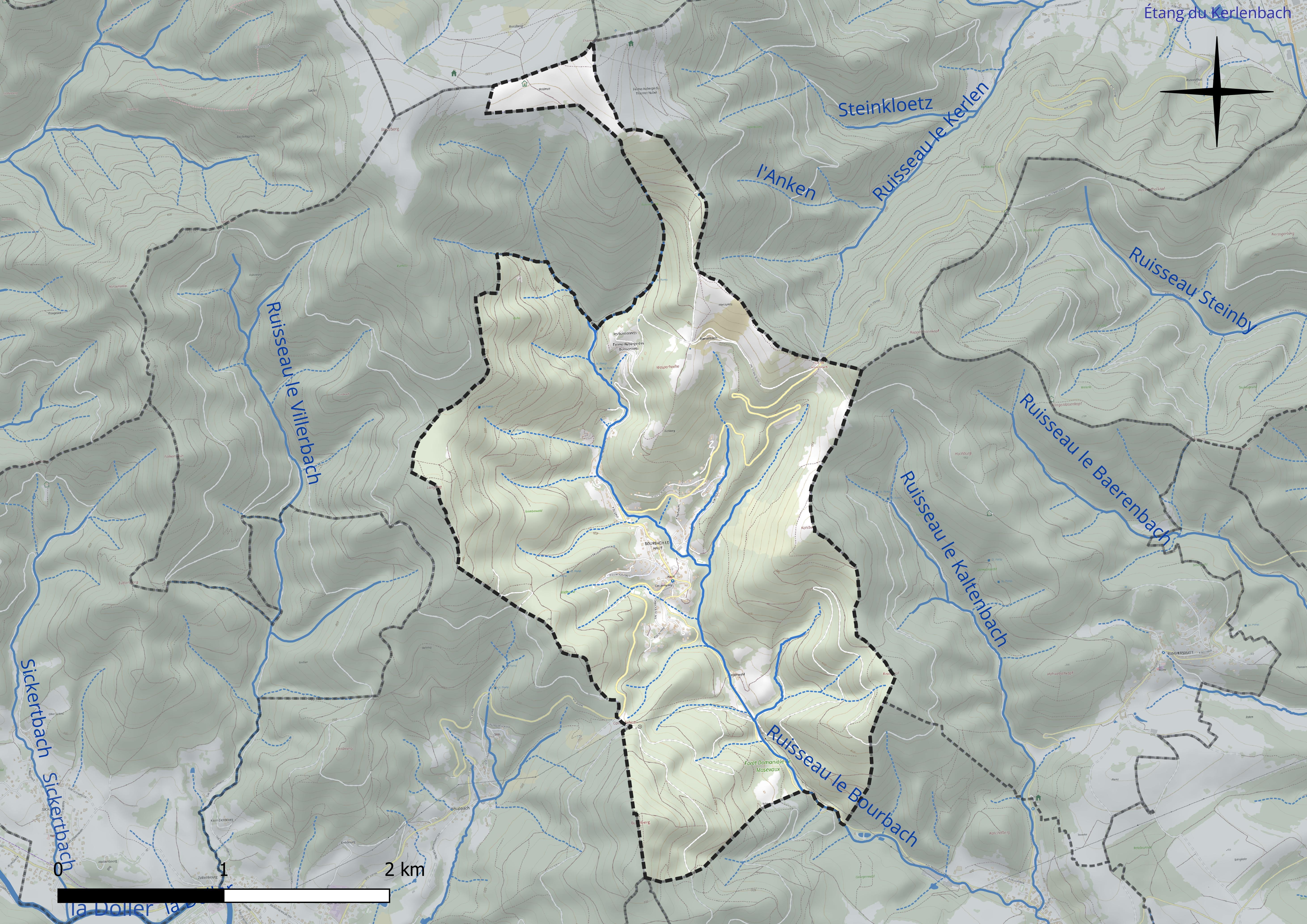
Réseau hydrographique de Bourbach-le-Haut.

#### Gestion et qualité des eaux
Le territoire communal est couvert par le schéma d'aménagement et de gestion des eaux (SAGE) « Doller ». Ce document de planification concerne le bassin versant de la Doller dont le territoire s’étend sur 280 km2. Il a été approuvé le 15 janvier 2020. La structure porteuse de l'élaboration et de la mise en œuvre est le syndicat mixte « Rivières de Haute-Alsace ». 
La qualité des cours d’eau peut être consultée sur un site dédié géré par les agences de l’eau et l’Agence française pour la biodiversité. 

### Climat
Pour des articles plus généraux, voir Climat du Grand Est et Climat du Haut-Rhin.
En 2010, le climat de la commune est de type climat de montagne, selon une étude du Centre national de la recherche scientifique s'appuyant sur une série de données couvrant la période 1971-2000. En 2020, Météo-France publie une typologie des climats de la France métropolitaine dans laquelle la commune est exposée à un climat semi-continental et est dans la région climatique  Vosges, caractérisée par une pluviométrie très élevée (1 500 à 2 000 mm/an) en toutes saisons et un hiver rude (moins de 1 °C). 
Pour la période 1971-2000, la température annuelle moyenne est de 8,7 °C, avec une amplitude thermique annuelle de 16,7 °C. Le cumul annuel moyen de précipitations est de 1 389 mm, avec 12,9 jours de précipitations en janvier et 10,8 jours en juillet. Pour la période 1991-2020, la température moyenne annuelle observée sur la station météorologique de Météo-France la plus proche, « Bits.-lès-Thann », sur la commune de Bitschwiller-lès-Thann à 5 km à vol d'oiseau, est de 10,0 °C et le cumul annuel moyen de précipitations est de 1 309,4 mm. 
La température maximale relevée sur cette station est de 38,9 °C, atteinte le 7 août 2015 ; la température minimale est de −19,5 °C, atteinte le 12 janvier 1987,,. 
Les paramètres climatiques de la commune ont été estimés pour le milieu du siècle (2041-2070) selon différents scénarios d'émission de gaz à effet de serre à partir des nouvelles projections climatiques de référence DRIAS-2020. Ils sont consultables sur un site dédié publié par Météo-France en novembre 2022.

## Urbanisme

### Typologie
Au 1er janvier 2024, Bourbach-le-Haut est catégorisée commune rurale à habitat dispersé, selon la nouvelle grille communale de densité à sept niveaux définie par l'Insee en 2022.
Elle est située hors unité urbaine. Par ailleurs la commune fait partie de l'aire d'attraction de Mulhouse, dont elle est une commune de la couronne,. Cette aire, qui regroupe 132 communes, est catégorisée dans les aires de 200 000 à moins de 700 000 habitants,.

### Occupation des sols
L'occupation des sols de la commune, telle qu'elle ressort de la base de données européenne d’occupation biophysique des sols Corine Land Cover (CLC), est marquée par l'importance des forêts et milieux semi-naturels (89 % en 2018), une proportion identique à celle de 1990 (89 %). La répartition détaillée en 2018 est la suivante : 
forêts (73 %), milieux à végétation arbustive et/ou herbacée (16 %), zones agricoles hétérogènes (7,5 %), prairies (3,5 %). L'évolution de l’occupation des sols de la commune et de ses infrastructures peut être observée sur les différentes représentations cartographiques du territoire : la carte de Cassini (XVIIIe siècle), la carte d'état-major (1820-1866) et les cartes ou photos aériennes de l'IGN pour la période actuelle (1950 à aujourd'hui).

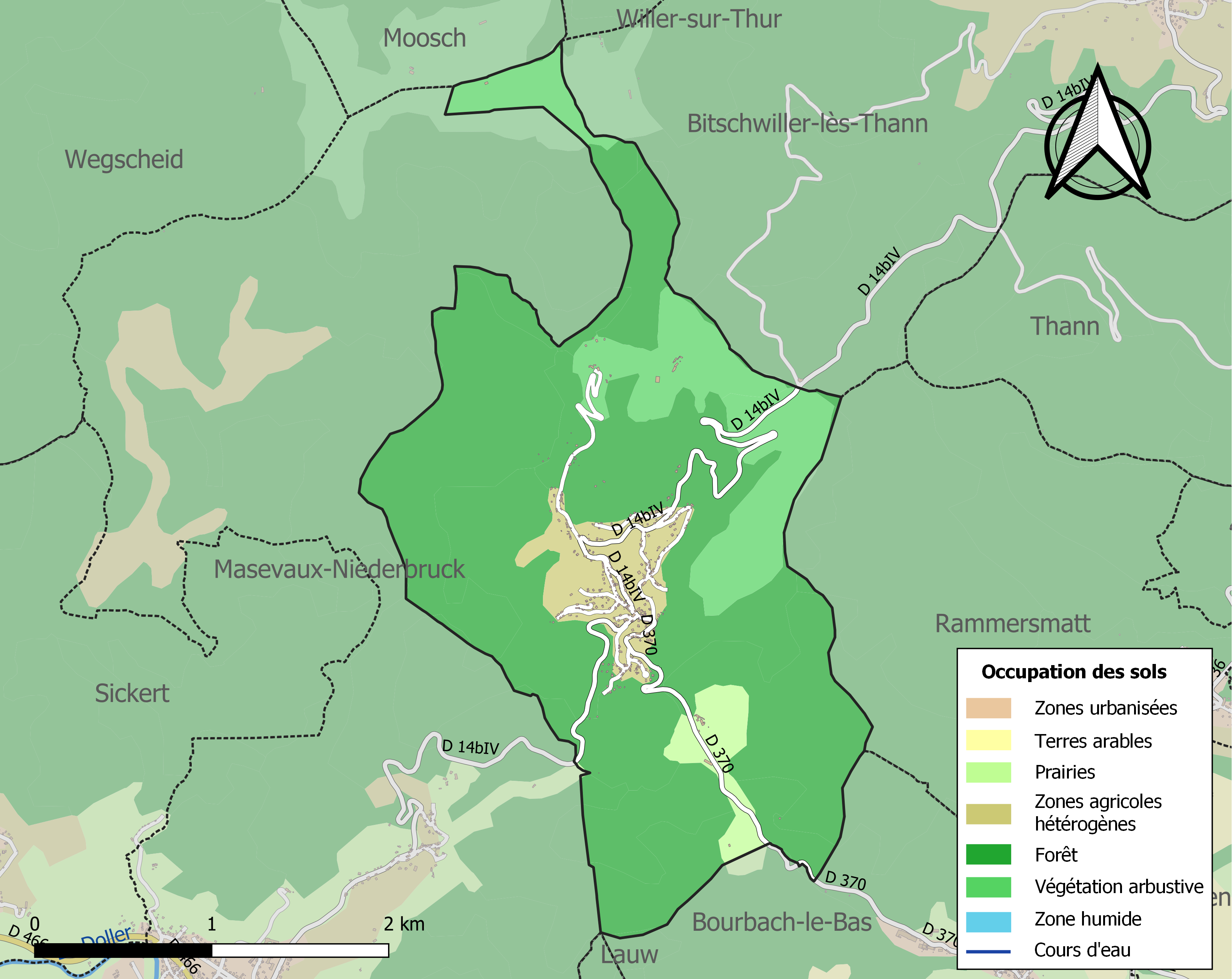
Carte des infrastructures et de l'occupation des sols de la commune en 2018 (CLC).

## Toponymie
- Oberburbach (1568), Ober Purbach (1579), Oberburbach (1793), Burbach-le-Haut (1801).
- En allemand : Oberburbach[18].

## Histoire
Des pierres-bornes qu'on peut trouver dans la forêt et portant une crosse des deux côtés laissent penser que le village faisait jadis partie de l'abbaye de Masevaux, ce que confirment des textes mentionnant son nom et conservés aux archives de Masevaux.
Cette abbaye est mentionnée pour la première fois au temps de Charlemagne où, en 780, un moine nommé Adam reçut en salaire pour la copie d'un ouvrage l’abbaye de Masevaux (coenobium Masunvilare).
En  1793, la commune s'appelait Oberburbach, puis Burbach-le-Haut en 1801.
La paroisse de Bourbach a été créée en 1804.

## Politique et administration

### Découpage territorial
La commune de Bourbach-le-Haut est membre de la communauté de communes de Thann-Cernay , un établissement public de coopération intercommunale (EPCI) à fiscalité propre créé le 31 décembre 2012 dont le siège est à Cernay. Ce dernier est par ailleurs membre d'autres groupements intercommunaux.
Sur le plan administratif, elle est rattachée à l'arrondissement de Thann-Guebwiller, à la circonscription administrative de l'État du Haut-Rhin, en tant que circonscription administrative de l'État, et à la région Grand Est. 
Sur le plan électoral, elle dépendait jusqu'en 2020 du  canton de Cernay pour l'élection des conseillers départementaux au sein du conseil départemental du Haut-Rhin. Depuis le 1er janvier 2021, elle dépend du même canton pour l'élection des conseillers d'Alsace au sein de la collectivité européenne d'Alsace.

### Budget et fiscalité 2014
En 2014, le budget de la commune était constitué ainsi :
- total des produits de fonctionnement : 482 000 €, soit 1 119 € par habitant ;
- total des charges de fonctionnement : 439 000 €, soit 1 019 € par habitant ;
- total des ressources d'investissement : 553 000 €, soit 1 282 € par habitant ;
- total des emplois d'investissement : 465 000 €, soit 1 078 € par habitant ;
- endettement : 96 000 €, soit 1 078 € par habitant.

Avec les taux de fiscalité suivants :
- taxe d'habitation : 8,66 % ;
- taxe foncière sur les propriétés bâties : 12,21 % ;
- taxe foncière sur les propriétés non bâties : 147,44 % ;
- taxe additionnelle à la taxe foncière sur les propriétés non bâties : 0,00 % ;
- cotisation foncière des entreprises : 0,00 %.

### Liste des maires
| Période                                  | Période                   | Identité                                   | Étiquette | Qualité                                               |
| ---------------------------------------- | ------------------------- | ------------------------------------------ | --------- | ----------------------------------------------------- |
| Les données manquantes sont à compléter. |                           |                                            |           |                                                       |
| avant 1993                               | mars 2001                 | François Haan                              | PS        | Chef de service éducatif dans un IMP, maire honoraire |
| mars 2001                                | mars 2008                 | Vincent Bilger                             |           |                                                       |
| mars 2008                                | En cours (au 31 mai 2020) | Joël Mansuy Réélu pour le mandat 2020-2026 |           | Agriculteur                                           |

## Population et société

### Démographie
L'évolution du nombre d'habitants est connue à travers les recensements de la population effectués dans la commune depuis 1793. Pour les communes de moins de 10 000 habitants, une enquête de recensement portant sur toute la population est réalisée tous les cinq ans, les populations de référence des années intermédiaires étant quant à elles estimées par interpolation ou extrapolation. Pour la commune, le premier recensement exhaustif entrant dans le cadre du nouveau dispositif a été réalisé en 2006.

En 2022, la commune comptait 413 habitants, en évolution de −1,67 % par rapport à 2016 (Haut-Rhin : +0,66 %, France hors Mayotte : +2,11 %).
| 1793 | 1800 | 1806 | 1821 | 1831 | 1836 | 1841 | 1846 | 1851 |
| ---- | ---- | ---- | ---- | ---- | ---- | ---- | ---- | ---- |
| 355  | 412  | 409  | 457  | 481  | 525  | 500  | 531  | 547  |

| 1856 | 1861 | 1866 | 1871 | 1875 | 1880 | 1885 | 1890 | 1895 |
| ---- | ---- | ---- | ---- | ---- | ---- | ---- | ---- | ---- |
| 498  | 492  | 531  | 526  | 535  | 499  | 506  | 504  | 521  |

| 1900 | 1905 | 1910 | 1921 | 1926 | 1931 | 1936 | 1946 | 1954 |
| ---- | ---- | ---- | ---- | ---- | ---- | ---- | ---- | ---- |
| 501  | 525  | 487  | 442  | 422  | 399  | 359  | 287  | 252  |

| 1962 | 1968 | 1975 | 1982 | 1990 | 1999 | 2006 | 2011 | 2016 |
| ---- | ---- | ---- | ---- | ---- | ---- | ---- | ---- | ---- |
| 216  | 183  | 187  | 231  | 257  | 324  | 408  | 421  | 420  |

| 2021 | 2022 | - | - | - | - | - | - | - |
| ---- | ---- | - | - | - | - | - | - | - |
| 414  | 413  | - | - | - | - | - | - | - |

## Culture locale et patrimoine

### Lieux et monuments

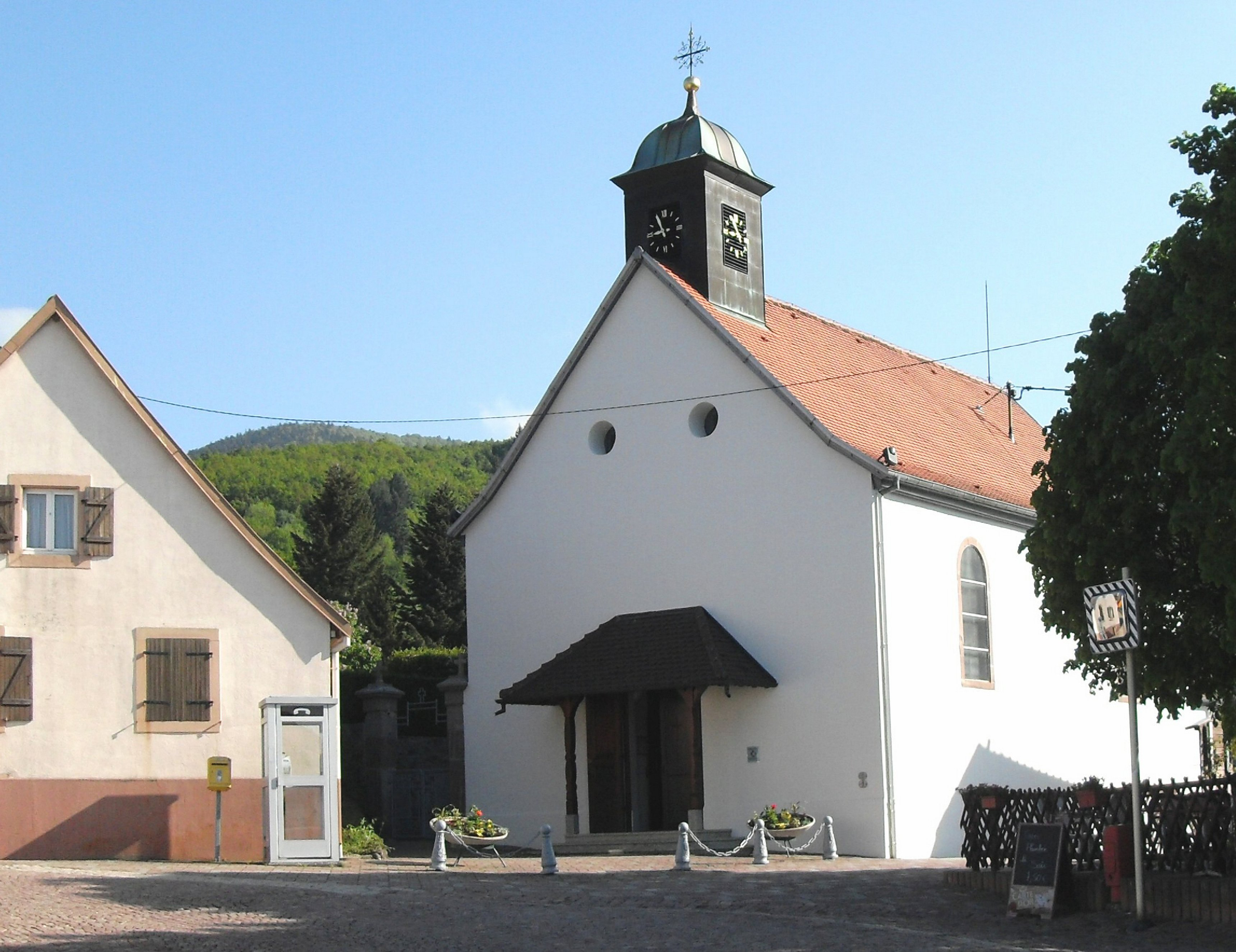
L'église Saint-Michel.

- Église Saint-Michel (1822)[31],[32] et son orgue de 1910[33].
- Monument aux morts communal[34]
- Monument national des Troupes de Choc[35], près du Col du Hundsruck
- Grotte et abri du Rotbuttel[36]

### Personnalités liées à la commune
- Andrée Salomon (Grussenheim 1908 - Jérusalem 1985), résistante, gestionnaire de la colonie accueillant les enfants juifs évacués d'Allemagne.
- Imre Kocsis (1910 - 1944), Compagnon de la Libération, adjudant de la 13ème DBLE, Mort pour la France le 3 décembre 1944 à Bourbach-le-Haut[37].

### Héraldique
| Blason de Bourbach-le-Haut | Les armes de Bourbach-le-Haut se blasonnent ainsi : « D'argent à la cognée de gueules en bande posée en sautoir sur une scie de bûcheron de même en barre soutenues par deux coupeaux de sinople mouvants de la pointe. » |